# Championnats du monde de karaté 1996
Navigation
Édition précédente Édition suivante
Les championnats du monde de karaté 1996 ont eu lieu à Sun City, en Afrique du Sud, en 1996. Il s'agissait de la treizième édition des championnats du monde de karaté senior et de la première à proposer un open féminin. Au total, 643 karatékas provenant de 72 pays du monde ont participé aux dix-sept épreuves au programme.

## Résultats

### Épreuves individuelles

#### Kata
| Rang | Pays   | Karatéka      |
| ---- | ------ | ------------- |
| 1    | France | Michaël Milon |
| 2    | Japon  | Ryoke Abe     |
| 3    | Italie | L. Maurino    |

| Rang | Pays       | Karatéka     |
| ---- | ---------- | ------------ |
| 1    | Japon      | Yukio Mimura |
| 2    | États-Unis | M. Genung    |
| 3    | Allemagne  | S. Mansouri  |

#### Kumite

##### Kumitemasculin
| Rang | Pays        | Karatéka            |
| ---- | ----------- | ------------------- |
| 1    | Espagne     | Davíd Luque Camacho |
| 2    | Turquie     | Hakan Yagli         |
| 3    | Yougoslavie | R. Mujanovic        |
| 3    | Japon       | S. Yamamoto         |

| Rang | Pays      | Karatéka           |
| ---- | --------- | ------------------ |
| 1    | Iran      | M. Amozadeh        |
| 2    | Australie | Marc Golding       |
| 3    | France    | Alexandre Biamonti |
| 3    | Turquie   | B. Kandaz          |

| Rang | Pays      | Karatéka      |
| ---- | --------- | ------------- |
| 1    | Russie    | A. Goubachiev |
| 2    | Slovaquie | J. Gazo       |
| 3    | Belgique  | J. Lefevre    |
| 3    | Suède     | R. Mohseni    |

| Rang | Pays        | Karatéka     |
| ---- | ----------- | ------------ |
| 1    | Royaume-Uni | Wayne Otto   |
| 2    | Espagne     | T. Herrero   |
| 3    | Japon       | K. Matsumoto |
| 3    | Italie      | G. Talarico  |

| Rang | Pays     | Karatéka        |
| ---- | -------- | --------------- |
| 1    | France   | Gilles Cherdieu |
| 2    | Japon    | T. Kokubun      |
| 3    | Espagne  | F. Garcia       |
| 3    | Autriche | G. Petermann    |

| Rang | Pays        | Karatéka   |
| ---- | ----------- | ---------- |
| 1    | Japon       | Y. Shimizu |
| 2    | Russie      | A. Anikine |
| 3    | Royaume-Uni | I. Cole    |
| 3    | Yougoslavie | T. Rajic   |

| Rang | Pays        | Karatéka       |
| ---- | ----------- | -------------- |
| 1    | Royaume-Uni | P. Alderson    |
| 2    | Espagne     | Oscar Olivares |
| 3    | États-Unis  | John Fonseca   |
| 3    | Japon       | M. Yakenouchi  |

##### Kumiteféminin
| Rang | Pays      | Karatéka        |
| ---- | --------- | --------------- |
| 1    | Suède     | T. Larsson      |
| 2    | France    | Maryse Mazurier |
| 3    | Australie | Robyn Choi      |
| 3    | Slovaquie | M. Laukova      |

| Rang | Pays        | Karatéka          |
| ---- | ----------- | ----------------- |
| 1    | Royaume-Uni | Jillian Toney     |
| 2    | Japon       | M. Baba           |
| 3    | Italie      | Chiara Stella Bux |
| 3    | Turquie     | Leya Gedik        |

| Rang | Pays        | Karatéka       |
| ---- | ----------- | -------------- |
| 1    | Royaume-Uni | P. Duggin      |
| 2    | Grèce       | T. Dougeni     |
| 3    | Espagne     | R. Ortega      |
| 3    | Pays-Bas    | B. Seijpestein |

| Rang | Pays               | Karatéka      |
| ---- | ------------------ | ------------- |
| 1    | Antigua-et-Barbuda | I. Senff      |
| 2    | Japon              | I. Nabeki     |
| 3    | Autriche           | K. Gansch     |
| 3    | Italie             | Roberta Minet |

### Épreuve par équipes

#### Kata
| Rang | Pays   | Karatékas                                      |
| 1    | Japon  |                                                |
| 2    | France | Yves Bardreau, Michaël Milon et Laurent Riccio |
| 3    | Italie |                                                |

| Rang | Pays                    |
| ---- | ----------------------- |
| 1    | Japon                   |
| 2    | États-Unis              |
| 3    | France Michelle Forstin |

#### Kumite
| Rang | Pays        | Karatékas                                              |
| ---- | ----------- | ------------------------------------------------------ |
| 1    | France      | Romain Anselmo, Michaël Braun et Alain Varo, notamment |
| 2    | Royaume-Uni |                                                        |
| 3    | Espagne     |                                                        |
| 3    | Yougoslavie |                                                        |

| Rang | Pays        | Karatékas                    |
| ---- | ----------- | ---------------------------- |
| 1    | Royaume-Uni |                              |
| 2    | Italie      | Chiara Stella Bux, notamment |
| 3    | Australie   |                              |
| 3    | Espagne     |                              |

## Tableau des médailles
Au total, 64 médailles ont été attribuées à 19 pays différents, et huit remportent au moins une médaille d'or. Le Royaume-Uni termine en tête du tableau des médailles tandis que le pays hôte n'obtient aucune médaille.
| Tableau des médailles |                    |    |        |        |       |
| Rang                  | Pays               | Or | Argent | Bronze | Total |
| 1                     | Royaume-Uni        | 5  | 1      | 1      | 7     |
| 2                     | Japon              | 4  | 4      | 3      | 11    |
| 3                     | France             | 3  | 2      | 2      | 7     |
| 4                     | Espagne            | 1  | 2      | 4      | 7     |
| 5                     | Russie             | 1  | 1      | 0      | 2     |
| 6                     | Suède              | 1  | 0      | 1      | 2     |
| 7                     | Antigua-et-Barbuda | 1  | 0      | 0      | 1     |
| 7                     | Iran               | 1  | 0      | 0      | 1     |
| 9                     | États-Unis         | 0  | 2      | 1      | 3     |
| 10                    | Italie             | 0  | 1      | 5      | 6     |
| 11                    | Australie          | 0  | 1      | 2      | 3     |
| 11                    | Turquie            | 0  | 1      | 2      | 3     |
| 13                    | Slovaquie          | 0  | 1      | 1      | 2     |
| 14                    | Grèce              | 0  | 1      | 0      | 1     |
| 15                    | Yougoslavie        | 0  | 0      | 3      | 3     |
| 16                    | Autriche           | 0  | 0      | 2      | 2     |
| 17                    | Allemagne          | 0  | 0      | 1      | 1     |
| 17                    | Belgique           | 0  | 0      | 1      | 1     |
| 17                    | Pays-Bas           | 0  | 0      | 1      | 1     |